# Bitva u Ilavy
Bitva u Ilavy se odehrála 9. listopadu 1431 poblíž Ilavy. Poražené husitské vojsko bylo pronásledováno při ústupu na Moravu, kde došlo u Bánova 26. listopadu k dalšímu střetnutí. Při návratu do Prahy byli husité pronásledováni až k Jihlavě. Do Prahy se pak vrátila pouze menší část z původního vojska.

## Přecházející události
V září 1431 se vydali táborité pod velením Prokopa Holého a Hanuše z Kolovrat a sirotci vedení Janem Čapkem ze Sán a Prokůpkem na rejsu do Uherska. Předpokládá se, že cílem sirotků mělo být panství Stibora mladšího ze Stibořic. Obě skupiny se setkaly u Žiliny, kterou vyplenily a společně postupovaly na Liptov. Tam se části bojovníků v noci z 26. září s využitím lsti a pomocí bývalého kastelána Jana z Messenpeku, podařilo obsadit hrad Likavu. Ten patřil uherské královně Barboře Celjské. Na hradě pak zanechali vojenskou posádku. V průběhu výpravy se na husitskou stranu přidávali i místní obyvatelé. V říjnu dobyli Nitru, což byl největší úspěch rejsy. Poté, ale naplno vypukly rozepře mezi veliteli obou svazů. Prokop Holý chtěl výpravu ukončit a vrátit se, protože situaci v Uhrách už nepovažoval za bezpečnou. Zatímco Jan Čapek ze Sán chtěl v úspěšné misi pokračovat. K tomu se přidaly spory o dělení kořisti a horšící se počasí. Situace vyústila v rozdělení husitů, táborité se vrátili na Moravu, ale sirotci pokračovali nadále ve výpravě po jihozápadě dnešního Slovenska.

## Průběh střetnutí

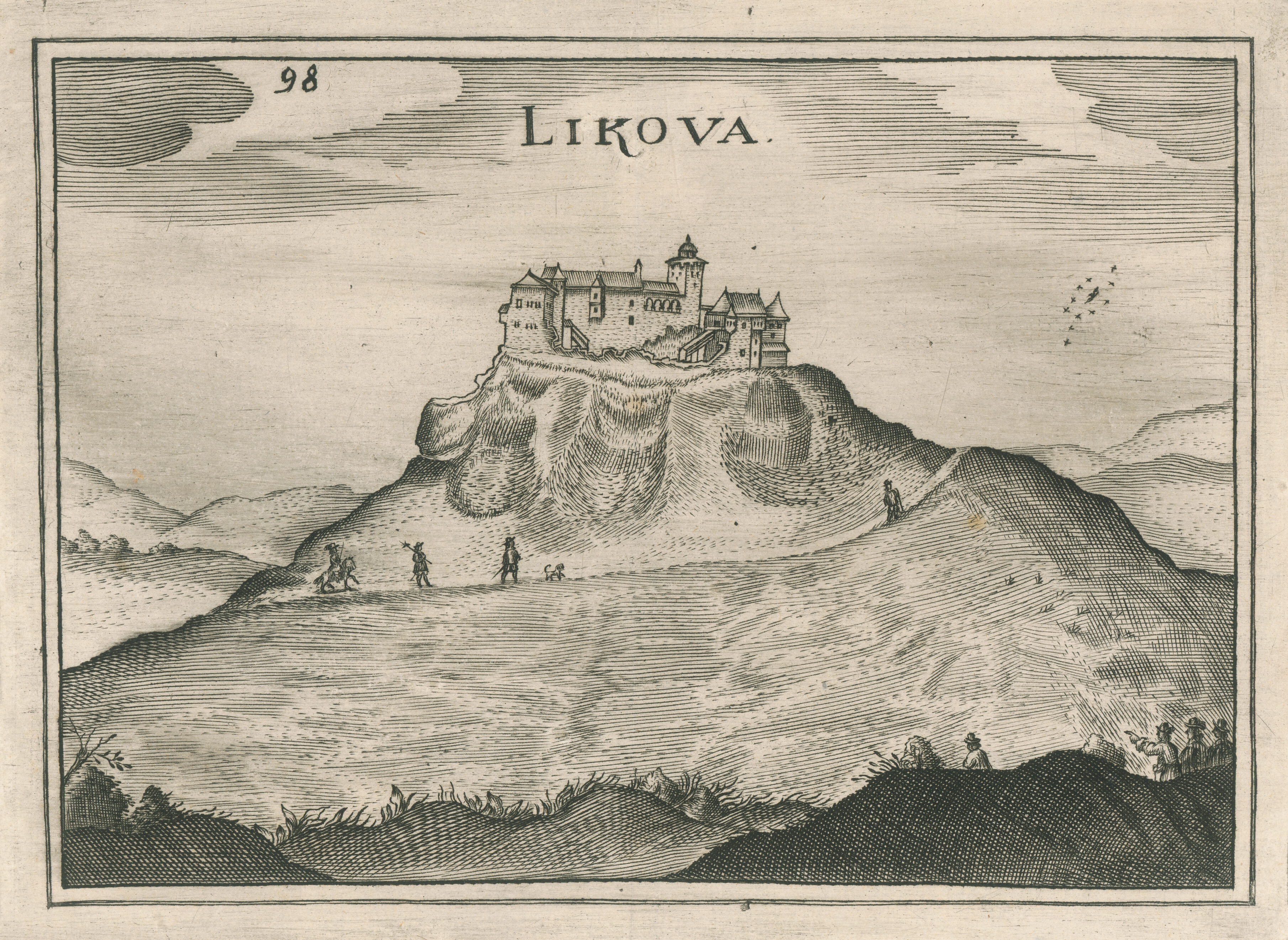
Hrad Likava na kresbě neznámého autora z 18. století.

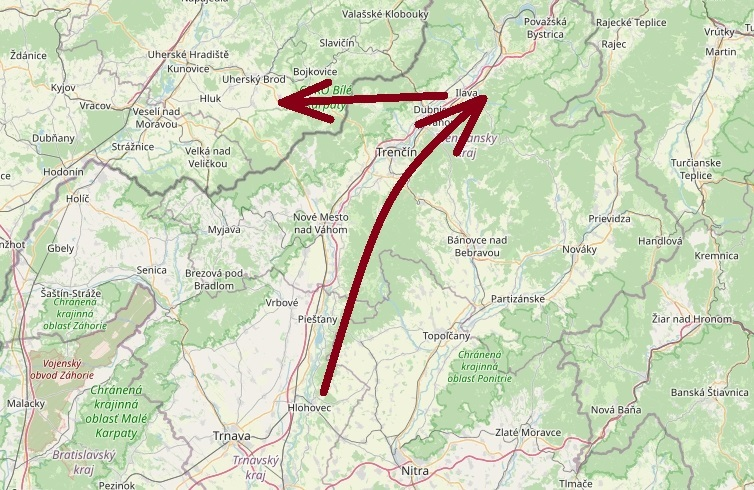
Směr postupu husitských vojsk při bitvě.

V říjnu už se v oblasti začalo pohybovat uherské vojsko společně s některými moravskými a českými pány pod velením Mikuláše Rozgoně, věrnými Zikmudovi. Táborité stačili opustit Uhry a přestože byli pronásledováni tak nedošlo k žádnému většímu střetnutí. Cestou byl však zničen most přes Váh u Hlohovce. Jak přesně ke zničení mostu došlo je nejasné. Existují teorie, že byl zničen úmyslně tábority, aby zdrželi pronásledovatele. Nebo ho naopak zničili Uhři, aby ztížili návrat sirotkům. Další možností je, že byl most poničen intenzivními dešti. Sirotci při návratu postupovali velmi pomalu kvůli bohaté kořisti a deštivému počasí. 9. listopadu, kdy došlo k prvním střetům, se ještě sirotkům podařilo probít k Hlohovci, kde se chystali přejít řeku. Kvůli strženému mostu museli pokračovat podél řeky. Postup v rozbláceném terénu s těžkými vozy byl obtížný, později začalo ještě mrznout a sněžit. Navíc byli celou cestu až k Ilavě, ke které dorazili po deseti dnech, neustále napadáni uherskými jízdními oddíly. Před překonáním Váhu došlo k dalšímu střetu. Mnoho husitů bylo zabito a zajato, další pak utonuli při přechodu řeky. Tyto boje si na husitské straně vyžádaly kolem pěti tisíc obětí a bylo ztraceno 250 vozů z celkových 300. Husité dále pokračovali směrem na Moravu a nadále byli pronásledováni uherským vojskem. U Bánova jim byl průchod průsmykem znemožněn pomocí záseků a došlo k bitvě. Husité využili k obraně vozovou hradbu. Tu ale otevřeli, aby umožnili prchajícím spolubojovníkům ukrýt se. Toho využilo uherské vojsko a proniklo do husitského tábora. Následky pro husity byly zdrcující, přišli o pěchotu a zbytek vozů s kořistí. Zachránily se pouze jízdní oddíly. I nadále pokračovalo pronásledování a další husitské oběti si vyžádalo překročení řeky Moravy. Husité byli pronásledováni až k Jihlavě. Zbytek husitského vojska se vrátil do Prahy až mezi 14.–20. prosincem.

## Důsledky
Husité zaznamenali velké ztráty. Přesto se jim podařilo vyplenit Žilinu, Nitru a Prievidzu. Na hradě Likava také zanechali svoji první stálou posádku v Uhersku. Naopak někdy uváděné obsazení Topoľčan a hradu Lednica je nepravděpodobné. V dalším roce zaznamenali velký úspěch obsazením Trnavy, ze které si udělali až do roku 1435 své hlavní sídlo v Uhersku.
Sirotci vinili z nezdaru tábority a Prokopa Holého obviňovali ze zrady. Což vyostřilo vztahy mezi oběma svazy, které se podařilo definitivně urovnat až před bitvou u Lipan.
Obyvatelé Ilavy s husity sympatizovali a pravděpodobně jim pomáhali při přechodu Váhu, proto ji nechal císař Zikmund jako "hnízdo husitů" v následujícím roce pobořit. Město se také stalo majetkem Barbory Celjské a přišlo o práva pořádat týdenní trhy. Práva jí císař vrátil až v roce 1435 a zároveň nařídil opravy města. V roce 1437 bylo město opět opravené.